# Kūh Darreh
Kūh Darreh (persiska: کوه درّه) är en ort i Iran.   Den ligger i provinsen Khorasan, i den nordöstra delen av landet, 600 km öster om huvudstaden Teheran. Kūh Darreh ligger 1 573 meter över havet och antalet invånare är 230.
Terrängen runt Kūh Darreh är huvudsakligen kuperad, men söderut är den platt. Runt Kūh Darreh är det ganska tätbefolkat, med 56 invånare per kvadratkilometer. Närmaste större samhälle är Qanbar Bāghī, 14,8 km väster om Kūh Darreh. Trakten runt Kūh Darreh består i huvudsak av gräsmarker.